# Furcitrella
Furcitrella är ett släkte av insekter. Furcitrella ingår i familjen syrsor.
Kladogram enligt Catalogue of Life:
| Furcitrella | \| \| Furcitrella conformis \| \| \| \| \| \| Furcitrella furcifer \| \| \| \| \| \| Furcitrella sabahensis \| \| \| \| |
|             | \| \| Furcitrella conformis \| \| \| \| \| \| Furcitrella furcifer \| \| \| \| \| \| Furcitrella sabahensis \| \| \| \| |
|             | Furcitrella conformis                                                                                                   |
|             | |
|             | Furcitrella furcifer |
|             | |
|             | Furcitrella sabahensis                                                                                                  |
|             | |